# Gnorimosphaeroma kurilense
Gnorimosphaeroma kurilense es una especie de isópodo del género Gnorimosphaeroma, familia Sphaeromatidae, clase Malacostraca. Fue descrita científicamente por Kussakin en 1974.

## Descripción
El tamaño del cuerpo mide 2,0-200 milímetros.

## Distribución
Se distribuye por el mar de Ojotsk.